# 36 Librae
36 Librae är en orange jätte i stjärnbilden Vågen.
36 Librae har visuell magnitud +5,14 och är synlig för blotta ögat vid någorlunda god seeing. Den befinner sig på ett avstånd av ungefär 320 ljusår.